# Seebach (Bregenzer Ach)
Der Seebach, im Oberlauf Kalbeleseebach ist der erste größere rechte Zufluss zur Bregenzer Ach. Er ist 4,3 km lang und durchfließt den Kalbelesee. Ab der Mündung des Seebachs folgen die Straße und die Siedlungen des Bregenzerwaldes nicht mehr der Bregenzer Ach, sondern dem Seebach entlang Richtung Hochtannbergpass. Dies ist die einzige Verbindung zwischen dem Bregenzerwald und dem Hochtannberggebiet.

## Geographie

### Verlauf

#### Quelle und Kalbeleseebach
Die Quelle bei Gewässerkilometer 4,3 liegt an einem namenlosen Hügel südöstlich des Kalbelesees im Gemeindegebiet von Warth. Die ersten 400 m bis zum See werden auch Kalbeleseebach genannt. Hier mäandert der Bach durch die moorige Hochebene bis zum Kalbelesee. Dieses minerogene Flachmoor wurde im Österreichischen Moorschutzkatalog als international bedeutsam eingestuft.

#### Kalbelesee
Von Gewässerkilometer 3,9 bis 3,7 liegt der Kalbelesee in einer flachen moorigen Mulde. Der Kalbelesee und seine Umgebung sind ein geschütztes Biotop, das Biotop Nr. 23902 Kalbelesee. Die Uferbereiche sind moorig und verlanden allmählich, dadurch sind sie ökologisch sehr wertvoll und artenreich.
Der Kalbelesee hat mehrere meist namenlose Zuflüsse und mehrere unterirdische Quellen.

#### Seebach in Hochkrummbach
Der Seebach ist der einzige Abfluss des Kalbelesees. Bei Gewässerkilometer 3,6 kreuzt er die Bregenzerwaldstraße L200 in Hochkrummbach. 300 m östlich ist die Talstation der Saloberkopflifte und gleich danach der Hochtannbergpass und nördlich davon das Natura 2000 Gebiet Widdersteinmähder.

#### Seebach bei Neßlegg
Der Bach fließt nun nach Westen entlang der L200. Bei Gewässerkilometer 3 mündet von rechts der Schutztobelbach, ab hier liegt der Bach im Gemeindegebiet von Schröcken. Hier bildet der Seebach die Grenze zwischen den Allgäuer Alpen und dem Lechquellengebirge und die Nordgrenze des Pflanzenschutzgebiets Körbersee. Bei Gewässerkilometer 2 erreicht der Bach die Siedlung Neßlegg, ein Ortsteil von Schröcken. 

#### Seebach bei Schröcken und Mündung
Bei Gewässerkilometer 1,1 kreuzt die Seebachbrücke der hier stark gewundenen L200 den Bach, bei km 0,8 liegt auf einer Anhöhe das Zentrum von Schröcken. Hier mündet der Plattentobelbach, der den Körbersee entwässert.
Bei Gewässerkilometer 0,2 kreuzt die L200 mit der Tannbergbrücke den Bach. Die Bogenbrücke wurde 1935 erbaut, sie hat eine Spannweite von 70 m und eine Höhe von 55 m.
Die Mündung in die Bregenzer Ach liegt knapp westlich des Ortskerns von Schröcken in einer Waldschlucht.

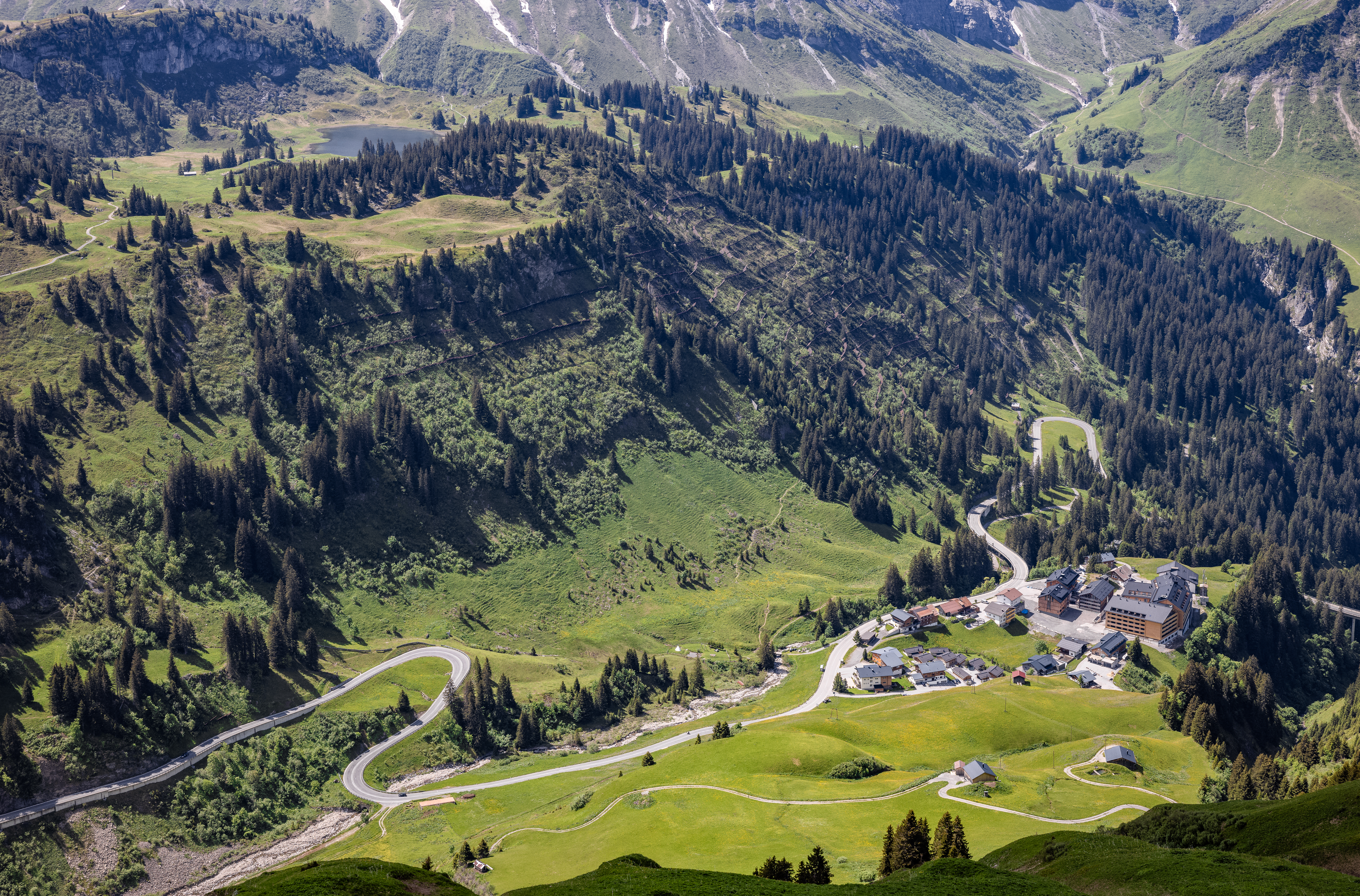
Seebach bei Neßlegg, oben im Bild der Körbersee
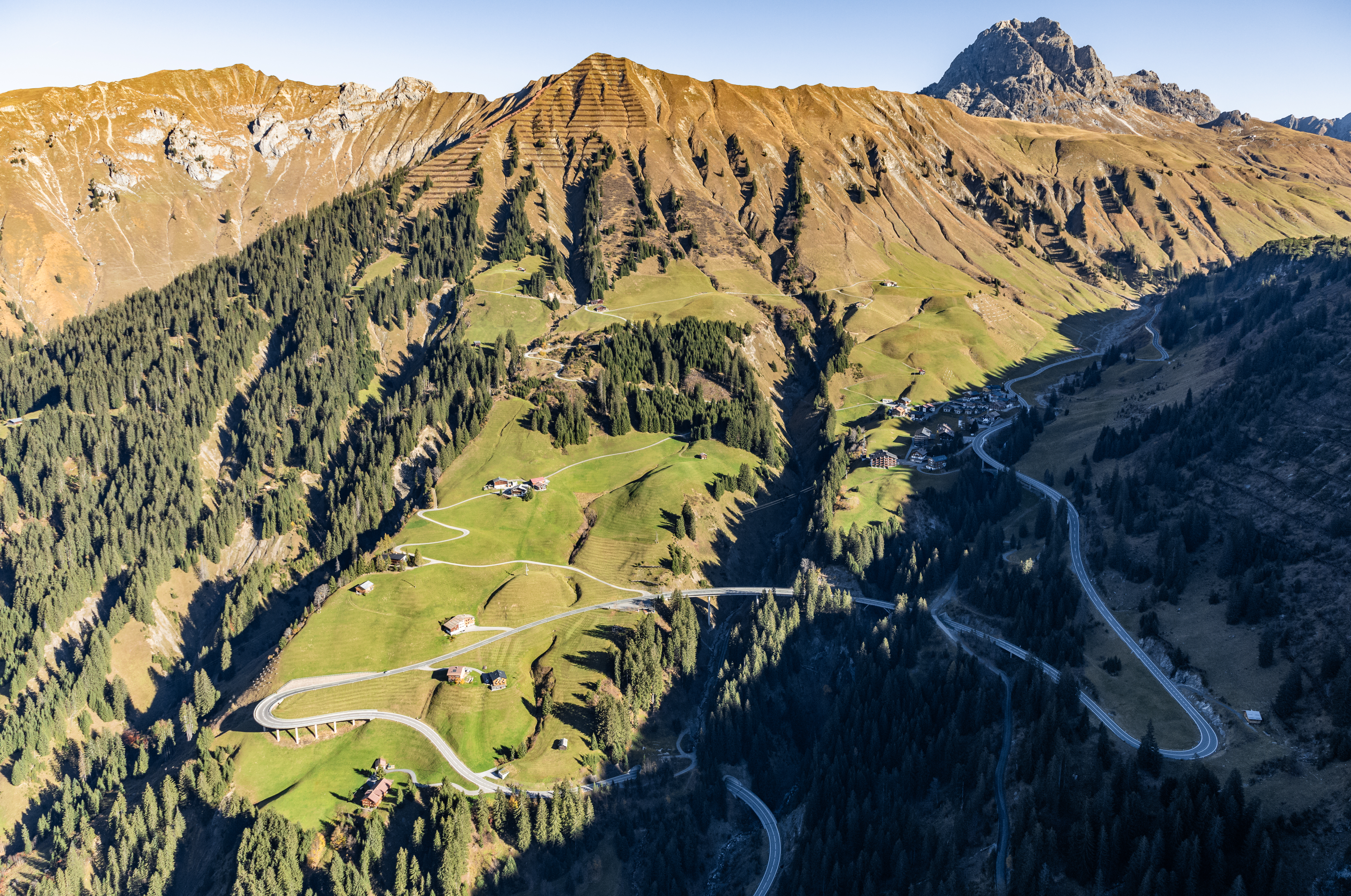
Tal des Seebachs mit der gewundenen L200 Richtung Hochtannberggebiet

### Einzugsgebiet
Das Einzugsgebiet umfasst den gesamten Südhang der Höferspitze mit zahlreichen kleineren Bächen, den westlichen Teil des Hochtannbergpasses, den nördlichen und westlichen Teil des Saloberkopfes, den Körbersee und alles dazwischen. Dieses Gebiet ist ein beliebtes Wandergebiet, es bietet sehr leichte und auch anspruchsvolle Touren.

### Zuflüsse
(Vom Ursprung bis zur Mündung mit Namen und Seite. Namen und Längen (auf eine Nachkommastelle gerundet) nach dem VorarlbergAtlas)
- Schutztobelbach (rechts), 0,5 km
- Chuamahdtobelbach (rechts), 0,4 km
- Almatontobelbach (rechts), 0,7 km
- Knirsttobelbach (rechts), 0,7 km
- Wangtobelbach (rechts), 0,5 km
- Zünglitobelbach (rechts), 0,5 km
- Zungatobelbach (rechts), 0,6 km
- Bliesehangtobelbach (links), 0,4 km
- Litzetobelbach (rechts), 1,8 km
- Plattentobelbach (links), 1,3 km
- Alpenwaldtobelbach (links), 0,8 km
- Schmittetobelbach (rechts), 0,8 km
- Schwefeltobelbach (rechts), 1,6 km
- Wiestobelbach (rechts), 1,4 km